# Arius felis
Arius felis ou Galeichthys felis (Linnaeus, 1766) ou Ariopsis felis (Linnaeus, 1766) é um peixe subtropical da família dos peixes-gato. Caracterizam-se por seis barbilhos que ajudam o peixe a encontrar caranguejos, peixes e camarões nos locais lamacentos onde habita. A barbatana dorsal e as barbatanas peitorais são suportadas por um espinho pontegudo. O espinho dorsal, na sua posição erecta (quando o peixe está excitado), pode ser perigoso e perfurar quem o pisar, mesmo com sapatos. Alimentam-se de pequenos crustáceos nas fases iniciais da sua vida, seguindo-se uma maior diversificação da sua dieta. No estádio adulto, alimenta-se de outros peixes. Esta espécie é de água salgada ou salobra (poderá fazer investida a estuários) e está normalmente associada a recifes. Pode ser encontrada na área oeste do Oceano Atlântico, em zonas com fundos lodosos.